# Bawu

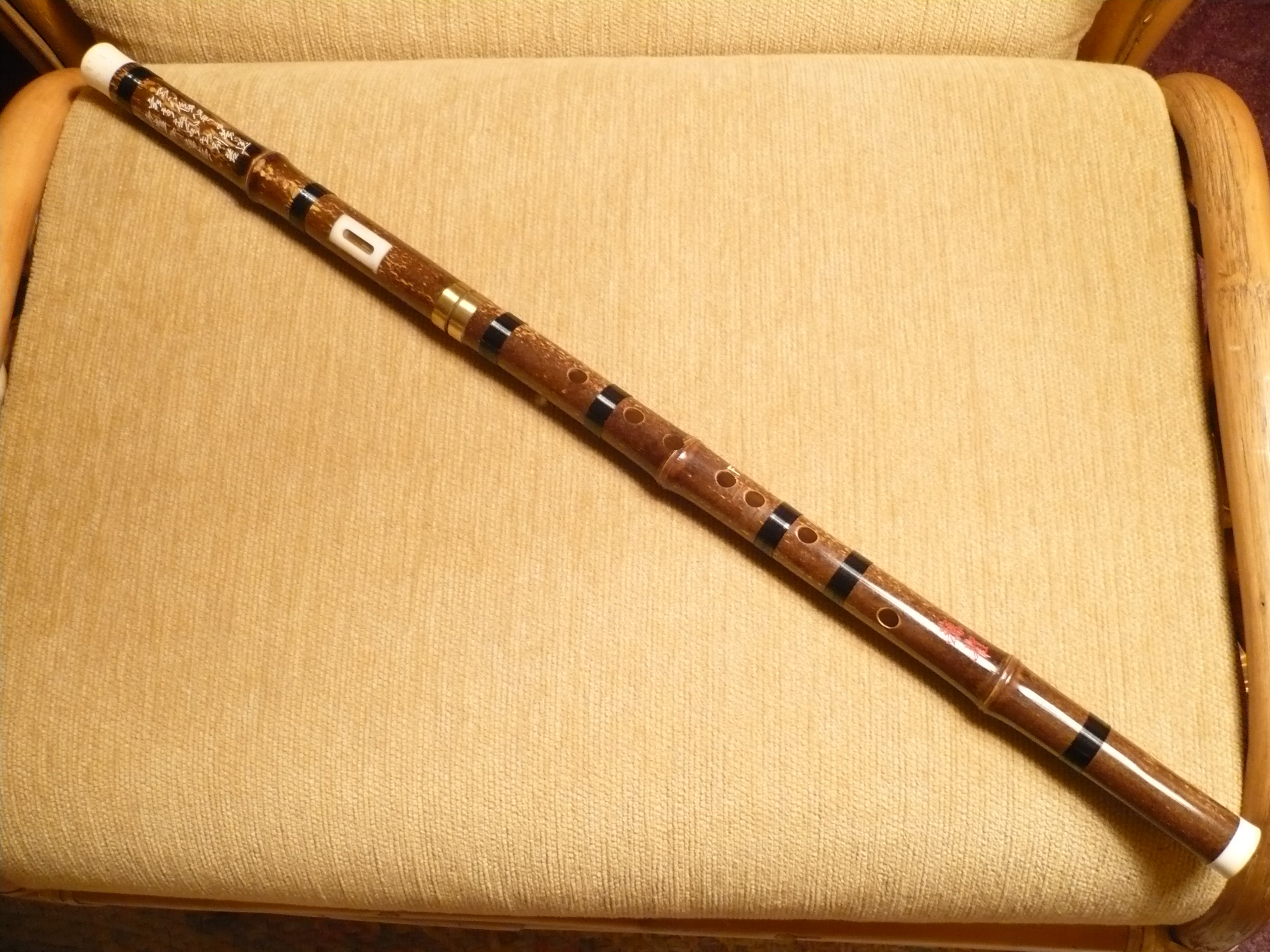
Bawu im F-Schlüssel

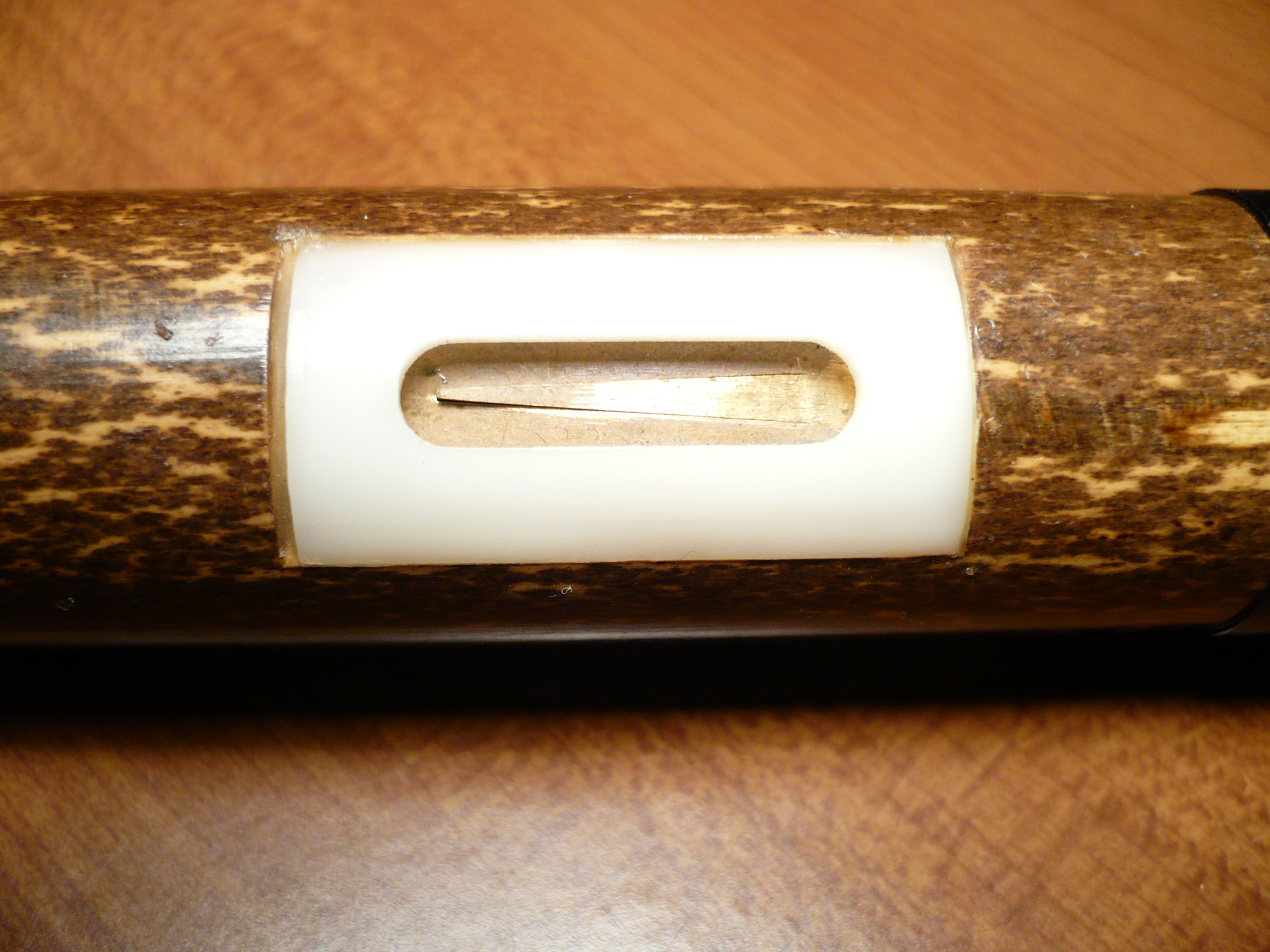
Durchschlagzunge

Bawu (chinesisch 巴烏 / 巴乌, Pinyin bāwū), auch ba wu, bawo, ist ein chinesisches Musikinstrument. Es sieht aus wie eine Holzquerflöte, verwendet aber zur Tonerzeugung eine durchschlagende Zunge und wird deshalb zu den Durchschlagzungeninstrumenten gezählt, zu denen auch die Mundorgeln gehören. Der Klang ist ähnlich dem der Klarinette.
Ursprünglich war die bawu in der chinesischen Provinz Yunnan verbreitet, sie wurde zu einem Standardinstrument in ganz China, das in Kompositionen für Ensembles traditioneller Instrumente verwendet wird. Es ist ein typisches Soloinstrument und wird gerne auch in Filmmusik und Popmusik verwendet. Typisch für die Spielweise der bawu ist das „Ziehen“ der Töne und die reiche Ornamentation der Melodien.
Das Holzblasinstrument wird aus Bambus gefertigt und hat meist sechs Grifflöcher und ein Stimmloch; die Anblasöffnung befindet sich auf der gegenüberliegenden Seite. Der Tonumfang beträgt etwas mehr als eine Oktave, Gabelgriffe und halbgedeckte Grifflöcher ermöglichen eine Veränderung der Töne. 
Im asiatischen Raum gibt es andere Durchschlagzungeninstrumente. Die Hauptunterschiede bestehen in der unterschiedlichen Länge der Instrumente und der Position und Anzahl der Grifflöcher sowie der Position, an der die durchschlagende Zunge am Rohr angeordnet ist. Bei fast allen besteht die durchschlagende Zunge aus Messing- oder Bronzelegierungen. Nur die vietnamesische ding tac ta hat eine Bambusstimmzunge. Angeblasen wird fast immer über der Stimmzunge. 
Mundorgeln besitzen eine Windlade und kombinieren mehrere Pfeifen, die jeweils nur einen Ton von sich geben. Hierzu zählen die chinesische sheng, die chinesische hulusi, die laotische khaen, die qeej der Hmong und die japanische shō. 